# Farnezijski bik
Farnezijski bik (italijansko Toro Farnese), prej v Farnesejevi zbirki v Rimu, je ogromna rimska kopija helenistične skulpture. To je največja posamična skulptura, ki je izginila že v antiki. Skupaj s preostalimi Farnezijskimi starinami je od leta 1826 v zbirki Nrodnem arheološkem muzeju v Neaplju (Museo Archeologico Nazionale Napoli), inv. ne. 6002, čeprav je v zadnjih letih včasih prikazana v Museo di Capodimonte po mestu. Skulptura v Neaplju je precej obnovljena in zajema okoli baze otroka, psa in druge živali, ki očitno niso bile v prvotni kompoziciji, kar je znano iz različic v drugih medijih. 
Plinij starejši omenja kot verjetno najpomembnejšo prvo različico tega dela, kot delo rodoških umetnikov Apolonija iz Trala in njegovega brata Tauriska, in navaja, da je bilo naročeno konec 2. stoletja pr. n. št. in izdelano iz enega bloka marmorja. Uvoženo je bilo iz Rodosa kot del izjemne zbirke umetniških del in kipov, ki jih je imel Azinij Polio, rimski politik, ki je živel med Republiko in Principatom .
Ta kolosalna marmorna kiparska skupina predstavlja mit o Dirki, prvi ženi tebanskega kralja Likosa. Sinova Antiope, Likosove nečakinje, Amfion in Zetos, ki sta jo hotela kaznovati zaradi slabega ravnanja z njuno materjo, sta jo zvezala na divjega bika, ki jo usmrtil, Likosa pa ubila..

## Ponovno odkritje in rekonstrukcija
Skupino so odkrili leta 1546 med izkopavanji v gimnaziji v Karakalovih termah, ki jih je naročil papež Pavel III. v upanju, da najde starodavne skulpture, ki bi krasile palačo Farnese, domačo rezidenco Farnesejev v Rimu. Ta skulptura je datirana v Severjevo obdobje (222-235) .
Za razliko od odkritja kipa Heraklej pri počitku in latinskega Herkula iz tega izkopavanja, ki so bili dokumentirani glede na njihovo lokacijo, je edino sklicevanje na to skupino iz gravure Etienna du Peraca iz ruševin Batha, ki kaže konec vzhodne palestre, ki navaja: »... v času Pavla III. je bilo najdenih veliko čudovitih fragmentov kipov in živali, ki so bili vsi v enem kosu v antiki ... in kardinal Farnese je to zdaj postavil v svoji palači« .
Skupina je v 16. stoletju doživela precejšnjo obnovo, ko jo je Michelangelo nameraval uporabiti za vodnjak, ki bi bil postavljen v središču vrta med palačo Farnese in vilo Farnesina . Prav tako bi jo lahko prilagodili za to uporabo kmalu po odkritju, kar potrjujejo opisi iz obdobja renesanse . Nadaljnje restavracije so bile izvedene v 18. in 19. stoletju. Leta 1883 je Domenico Monaco, kustos (takratnega) Narodnega muzeja v Neaplju, izklesal izvirno skulpturo, ki je bila izklesana iz bloka marmorja, ki meri 3,66 m × 2,75 m ; po obnovi je obseg dela približno 3,3 m na vsaki strani in več kot 4 m visok. Tak kot je danes, kip tehta 21,8 ton. 
Ugotovljeno je bilo, da kip, ki ga je Plinij omenil v svoji Naravni zgodovini, ne more biti Farnezijski bik, ki je namesto rimske različice iz 3. stoletja, izdelan posebej za Karakalove terme . Drugi strokovnjaki to izpodbijajo, ker trdijo, da bi, ker je bilo prvotno delo v bližnjem Horti Asiniani ali Asinianijevih vrtovih, ki so v lasti družine Pollio, naročila kopijo posebej za terme, pomenilo, da bi bili obe deli prikazana zelo blizu skupaj .
To je prikazano v filmu iz leta 1954 Journey to Italy skupaj s Heraklejem pri počitku. Henry Peacham v 'The Complete Gentleman' (izdaja 1634) pravi, da »presega vse ostale kipe na svetu po velikosti in izdelavi«.